# Wonder Woman
Wonder Woman, il cui vero nome è Diana Prince, è un personaggio dei fumetti statunitensi creato dallo psicologo William Moulton Marston e dal disegnatore Harry G. Peters nel 1941. Nella sua patria, la nazione insulare di Themyscira, il suo titolo ufficiale è Principessa Diana di Themyscira. Quando si fonde con la società al di fuori della sua terra natale, a volte adotta la sua identità civile Diana Prince. Nelle prime edizioni italiane il personaggio veniva chiamato Stella.
Prima eroina femminile della DC Comics, è considerata una delle tre icone fondanti l'universo della DC Comics, insieme a Batman e Superman.
Il sito web IGN ha inserito Wonder Woman alla quinta posizione nella classifica dei cento migliori supereroi dei fumetti, la Top 100 Comic Book Heroes. Risulta 6ª nella classifica di Comics Buyer's Guide «Le 100 donne più sexy dei fumetti» ed è stata nominata come il 20° più grande personaggio dei fumetti secondo la rivista Empire.
La supereroina della DC ha avuto una trasposizione televisiva negli anni settanta in cui era interpretata da Lynda Carter mentre nel 2017 è stata interpretata da Gal Gadot nell'omonimo film, dopo esser già stata introdotta in Batman v Superman: Dawn of Justice, ed un'altra pellicola dello stesso anno intitolata Professor Marston and the Wonder Women racconta invece la storia della sua ideazione.

## Caratteristiche
All'inizio degli anni quaranta la casa editrice National (poi DC Comics) incaricò lo psicologo William Moulton Marston di analizzare la propria produzione di fumetti al fine di proporre dei suggerimenti per il suo miglioramento. Marston fece notare che nelle storie prodotte mancavano protagoniste femminili e, insieme al disegnatore Harry G. Peters, nel dicembre 1941 venne creato il personaggio di Wonder Woman. Teorico del femminismo, Marston asserì di aver creato il personaggio per dare un simbolo alle donne, un modello che fosse in grado di portare avanti con forza le loro idee e il loro mondo:
(William Moultom Marston)

### Personalità
Serve come simbolo di integrità e umanità, in modo che il mondo degli uomini sappia cosa significa essere un'amazzone. Con cento volte l'agilità e la forza dei nostri migliori atleti maschi e dei lottatori più forti, appare come se dal nulla vendicasse un'ingiustizia o raddrizzasse un torto!
Bella come Afrodite, saggia come Atena, con la velocità di Mercurio e la forza di Ercole, è conosciuta solo come Wonder Woman!»
(William Moultom Marston in All Star Comics #8 (Presentazione di Wonder Woman))
La principessa Diana incute rispetto sia come Wonder Woman che come Diana Prince; il suo titolo epitetico – La Principessa Amazzone – illustra la dicotomia del suo personaggio. È un personaggio potente e volitivo che non si tira indietro da un combattimento o da una sfida. Tuttavia, è una diplomatica che "favorisce fortemente la penna" e un'amante della pace che non cercherebbe mai di combattere o intensificare un conflitto. È allo stesso tempo il membro più feroce e più nutriente della Justice League; le sue connessioni politiche come ambasciatrice onoraria delle Nazioni Unite e ambasciatrice di una nazione guerriera la rendono un'aggiunta inestimabile alla squadra. Con le sue potenti abilità, secoli di addestramento ed esperienza nel gestire minacce che vanno dalla microcriminalità alle minacce di natura magica o soprannaturale, Diana è in grado di competere con quasi tutti gli eroi o i cattivi.
Wonder Woman è nota per la sua compassione, determinazione e senso di giustizia. È una guerriera feroce e una leader naturale, sempre pronta a combattere le forze del male e a proteggere gli innocenti. Incarna ideali di pace, amore e uguaglianza. Nei panni di Diana Prince, il suo alter ego civile nel mondo degli uomini, è generalmente percepita come gentile, intelligente e dotata di grande saggezza. Sotto questa identità, lavora spesso come infermiera o ufficiale dell'intelligence, usando le sue capacità e la sua vasta conoscenza delle relazioni umane per aiutare coloro che la circondano. Diana è discreta e modesta e preferisce mantenere segreto il suo vero potere per proteggere la sua identità e coloro che ama. Nei panni di Wonder Woman, Diana si distingue per il suo coraggio e la sua volontà indomabile. Nonostante il suo status di principessa, è una combattente eccezionale, addestrata nelle arti marziali amazzoniche e dotata di poteri sovrumani. È anche un simbolo di emancipazione e forza femminile e un'ambasciatrice contro la violenza sulle donne, ispirando molte generazioni di donne attraverso le sue azioni.
Molti scrittori hanno raffigurato Diana in diverse personalità e toni; tra entrambi i suoi estremi diametrali; quella di una guerriera mondana, un'ambasciatrice estremamente compassionevole e calma, e talvolta anche come una persona ingenua e innocente, a seconda dello scrittore. Ciò che è rimasto costante, ed è un pilastro del personaggio, è la sua umanità nutriente: la sua travolgente convinzione nell'amore, nell'empatia, nella compassione e nell'avere una coscienza forte. Questa caratteristica era stata la ragione della sua introduzione in Star Sapphires.
La scrittrice Gail Simone è stata applaudita per il suo ritratto di Wonder Woman durante la sua corsa nella serie, con il recensore di fumetti Dan Phillips di IGN che ha notato che "ha modellato Diana in un personaggio molto comprensivo e simpatico."
L'attrice Gal Gadot ha descritto Wonder Woman come "un'idealista. Esperta, super sicura di sé. Aperta e sincera anche nel mezzo di un conflitto sanguinoso e raccapricciante. Avendo molti punti di forza e poteri, ma alla fine della giornata è una donna con molto dell'intelligenza emotiva".
Nell'età dell'oro, Wonder Woman ha aderito a un codice delle Amazzoni per aiutare tutti i bisognosi, anche le persone misogine, e non accettare mai una ricompensa per aver salvato qualcuno; mentre, al contrario, la versione moderna del personaggio ha dimostrato di essere letale e capace di azioni fatali se lasciate senza altra alternativa, esemplificate dall'uccisione di Maxwell Lord per salvare la vita di Superman.
La versione New 52 del personaggio è stata interpretata come una persona più giovane, più testarda, amorevole, feroce e ostinata. Brian Azzarello ha dichiarato in una video intervista con la DC Comics che stanno costruendo un personaggio molto "fiducioso", carattere "impulsivo" e "di buon cuore" in lei. Si riferiva al suo tratto di provare compassione sia come forza che come debolezza.

## Storia editoriale
Il personaggio esordì sul n. 8 della testata antologica All-Star Comics nel gennaio 1942 per poi diventare uno dei personaggi più famosi dei fumetti di genere supereroistico diventando ben presto protagonista di quattro testate: Wonder Woman, che esordì nel 1942, All Star Comics, Sensation Comics, dove venivano pubblicate principalmente le avventure della Justice Society of America, nei cui ranghi era entrata nel corso del n. 12 di All Star Comics e Comics Cavalcade, pubblicazione trimestrale antologica.
Quando Marston si ammalò definitivamente la ventenne Joye Hummel lo sostituì segretamente dal 1944 al 1947. Le sue prime storie sono state pubblicate nella primavera del 1945 nel numero 12 di Wonder Woman. Nel giro di tre anni il personaggio divenne un enorme successo editoriale. Hummel è stata la prima donna a scrivere storie per Wonder Woman. All'epoca non ebbe nessun riconoscimento.
La prima serie dedicata al personaggio, Wonder Woman (vol. 1), esordì nel 1942 e si concluse nel 1987 con il n. 329 per ripartire con una seconda serie omonima nell'ambito dell'evento Crisi sulle Terre infinite subito dopo nel febbraio 1987; venne edita per 226 numeri mensili fino ad agosto 2006 quando venne sostituita dalla terza serie omonima, Wonder Woman (vol. 3), pubblicata per 59 numeri fino a ottobre 2011 quando chiuse con il n. 614 in quanto dal n. 45 venne modificata la numerazione considerando anche i 555 numeri pubblicati delle precedenti serie che, sommati ai 45 della terza, fecero proseguire la numerazione dal n. 600. Il mese successivo esordì la quarta serie della testata, Wonder Woman (vol. 4), legata all'iniziativa editoriale The New 52, reboot narrativo e di rilancio delle serie a fumetti della DC Comics che nel 2011 ha azzerato tutte le testate facendo partire 52 nuove serie regolari; nel luglio 2016 la serie si è conclusa dopo 55 numeri. Alla chiusura di questa è esordita la quinta serie, Wonder Woman (vol. 5), ad agosto 2016.
Il personaggio supera la crisi che negli anni cinquanta colpisce l'industria dei fumetti nata a causa della crociata del dott. Wertham che col libro Seduction of the Innocent del 1954, accusava i fumetti di minare l'integrità morale dei giovani. In particolare Wonder Woman, con i suoi vestiti e i suoi modi disinibiti, era ritenuta un pessimo esempio per le ragazze e le situazioni sull'Isola Paradiso al limite dell'omosessualità. La creazione di severe regole da parte della Comics Code Authority, unite al fatto che già dal 1947 Marston era morto lasciando le redini della serie ad altri scrittori più tradizionali, causò una involuzione qualitativa e l'abbandono del femminismo convinto. È di questi decenni la creazione di Wonder Girl e di altre situazioni assurde o romantiche che si allontanarono dallo spirito originario del personaggio.
A partire dal 1968, gli autori Mike Sekowsky, Dennis O'Neil e Dick Giordano rivitalizzarono la serie, cambiando radicalmente lo status del personaggio, che alla fine degli anni sessanta risultava totalmente anacronistico. Wonder Woman perde tutti i suoi poteri, abbandona il costume tradizionale e assume l'identità di Diana Prince. Grazie all'aiuto di un nuovo personaggio, I Ching, si addestra nelle arti marziali e affronta tutta una serie di avventure che, pur in uno stile totalmente diverso, ritrovano l'antico spirito del personaggio. L'esperimento ha successo (e la serie di Wonder Woman sfugge ancora una volta alla chiusura), ma dura solo fino al 1973, quando i poteri e il costume vengono ripristinati e le storie riprendono quelle della Golden Age, riscritte e ridisegnate.
Cambiamenti, però, arriveranno nuovamente: con il n. 329 di Wonder Woman del 1986, il matrimonio con Steve Trevor chiudeva l'era di Diana Prince per aprire quella della principessa Diana.
Dopo Crisi sulle Terre infinite, infatti, la serie ricominciò dal numero 1 la pubblicazione delle avventure di Wonder Woman, che venne affidata a George Pérez, il quale prese al volo l'occasione per rivoluzionare non poco il personaggio, legandolo sempre più alla sua tradizione greca. Questo arco di storie (una sessantina o poco più) sono probabilmente le migliori mai realizzate sul personaggio, grazie alle quali Perez dimostrò tutta la sua bravura non solo come disegnatore, ma anche come narratore.
Nel luglio 2010, in occasione dell'uscita del seicentesimo numero della sua serie, DC Comics ha rinnovato il costume dell'eroina, a opera di Jim Lee, con un paio di pantaloni neri attillati, un corsetto rosso e una giacca blu.

### Pubblicazioni
Le storie originali del periodo Golden Age dell'Amazzone (1941-1951) sono state raccolte dalla DC Comics in una serie di volumi cartonati/hardcovers (cioè con rilegatura e copertina rigida in cartoncino) denominata DC Archives:
- Wonder Woman Archives vol. 5 HC di William Moulton Marston (testi) - Harry G. Peter (matite). Contenuto: Wonder Woman (prima serie) n. 10-11-12 e Sensation Comics dal n. 33 al 40. Copertina: Harry G. Peter. Formato: 240 pagine a colori (FC). Riedizione: gennaio 2010.
- Wonder Woman Archives vol. 6 HC di William Moulton Marston e altri autori (testi) - Harry G. Peter (matite). Contenuto: Wonder Woman (prima serie) n. 13-14-15 e Sensation Comics dal n. 41 al 48. Copertina: Harry G. Peter. Formato: 232 pagina a colori (FC). Prima edizione: giugno 2010.

### Edizioni italiane
Sostanzialmente una pubblicazione in lingua italiana continuativa di Wonder Woman si ha solo con le storie dell'era post-Crisis, quando sulle pagine di Justice League, la rivista che presentò le avventure della Justice League International di Keith Giffen, J. M. DeMatteis e Kevin Maguire, la Play Press pubblicò la prima ventina di numeri del ciclo di George Pérez nei primi anni novanta.
Successivamente venne presentata parte dell'arco narrativo di John Byrne nel mensile Wonder Woman pubblicato sempre dalla Play Press, che conteneva anche le avventure di Catwoman. In seguito, la serie di Wonder Woman è stata pubblicata ancora dalla Play Press in volumi per fumetteria scritti e disegnati prima da Phil Jimenez e poi sceneggiati da Greg Rucka.
Dal 2006 le avventure della supereroina sono tradotte dalla Planeta DeAgostini, inizialmente in albi dedicati ad altri personaggi o a supergruppi di cui fa parte (come il bimestrale JLA), dal 2008 anche con volumi intitolati espressamente al personaggio (come Wonder Woman: Un anno dopo del febbraio 2008).
Dal 2012 la RW Edizioni è subentrata come detentore dei diritti per la pubblicazione italiana, dedicando al personaggio il mensile per le edicole Wonder Woman/Freccia Verde (dal maggio 2012) e diversi volumi riservati alle fumetterie.

## Biografia del personaggio
Molto più che con altri personaggi, come Superman e Batman, la rivoluzione di Crisis ha avuto i maggiori effetti, probabilmente perché la serie è stata ideata e realizzata da uno dei cartoonist della miniserie (anche se Wolfman collaborò ai testi del primo numero). L'unico punto in comune tra le due incarnazioni è l'appartenenza alle Amazzoni. Nelle storie degli anni 2000 scritte da Greg Rucka la principessa amazzone è diventata vegetariana.

### Diana Prince
Ippolita, la regina delle Amazzoni dell'Isola Paradiso, prega Afrodite di farle dono di una figlia. La dea, allora, decise di dare alla vita una statuina, che Ippolita ribattezzò Diana. Alcuni anni più tardi la giovane lascia l'Isola Paradiso quando, sulle sue coste, cade Steve Trevor, pilota degli Stati Uniti d'America durante una battaglia nel corso della seconda guerra mondiale. Insieme al fidanzato e a Etta Candy e alle sue Holiday Girls, Diana combatté contro i nazisti, per poi continuare a vivere le sue avventure con Steve alla conclusione della guerra. Nel 1959 vengono, per la prima volta, modificate le origini del personaggio, eliminando, però, solo quegli episodi avvenuti durante la guerra e facendo, così, una distinzione tra la Wonder Woman di Terra-2 (quella che combatté la guerra) e quella di Terra-1.

### La principessa Diana
Crisi sulle Terre infinite, invece, portò all'azzeramento pressoché totale della continuity narrativa, dando a Perez la possibilità di rinarrare completamente le origini di Wonder Woman, iniziando sin dalla sua nascita.
Le Amazzoni, un antico gruppo militare composto da sole donne, viene sterminato dalle truppe di Ercole, che abusano anche del loro corpo fino a ucciderle. Gli dei dell'Olimpo, allora, decidono, per la loro devozione, di riportarle in vita come loro paladine, stanziandole su un'isola, l'Isola Paradiso, che come Avalon è nascosta da magiche mura quasi invalicabili.
Dopo alcuni secoli, trascorsi a proteggere le coste dai pochi umani capaci di superare le barriere e l'interno dai mostri contenuti in una grotta al centro dell'isola, Ippolita, loro regina, vede nascere in sé sempre più forte il desiderio di avere una figlia. Prima di essere uccisa da Ercole, infatti, ella attendeva la nascita di una bambina. Ancora una volta, come già nell'era pre-Crisis, corre in aiuto Afrodite, che le concede la possibilità di veder nascere una figlia che altrimenti non sarebbe mai nata.
Diana, così, cresce nell'Isola Paradiso, apparentemente unica bambina in un intero mondo di adulte (successivamente venne introdotta Donna Troy, che si scoprì essere, in realtà, una sorta di clone astrale di Diana, creato per non far crescere sola la piccola Diana), imparando l'arte, la cultura e le tecniche di combattimento e, soprattutto, unica tra tutte a non portare ai polsi i bracciali metallici, simbolo del violento e intollerante mondo degli uomini.
A questo punto, anche a causa del suo giovanile spirito di intraprendenza, Diana deve superare le opposizioni della madre per diventare la rappresentante delle Amazzoni nel mondo dell'uomo: Perez, in questo modo, la trasforma da un simbolo del femminismo, a un possibile campione della pace e della giustizia, lei che è nell'animo una delle più grandi guerriere del mondo. Le storie di Perez, infatti, spesso si reggono su questa dualità di Diana, che da un lato è mossa dal desiderio di portare la pace nel mondo, e dall'altra si muove con il suo addestramento militare. Dotata dei sandali di Hermes, che le consentono di attraversare la barriera tra i due mondi e di volare, della tiara d'oro con la stella al centro, simbolo del suo essere principessa, e del lazo d'oro forgiato da Efesto che costringe chi lo tocca a dire sempre la verità, Diana smette le vesti di Amazzone per indossare un costume cucito da sua madre in attesa che, nel suo popolo, sorgesse una campionessa in grado di indossarlo: un corpetto rosso con un'aquila stilizzata sul davanti, e un paio di mutandoni blu con stelle bianche, il tutto completato dai classici stivali rossi.
Questa volta, però, il costume ha anche una sua origine: ispirato a Diana Trevor, aviatrice schiantatasi sull'Isola Paradiso alcuni decenni prima, non ha più alcun legame diretto con gli Stati Uniti, ispirandosi piuttosto agli stemmi che la donna portava con sé (la bandiera statunitense e lo stemma dell'aviazione che la donna aveva cuciti sul suo giubbotto). Tra l'altro in queste storie che raccontano la genesi del costume, fa anche la sua prima apparizione l'armatura che si vedrà indossare a Diana durante Kingdom Come di Mark Waid e Alex Ross.
Così vestita, con l'addestramento e un paio di braccialetti di un materiale luccicante come l'argento ma molto più resistente, Diana è pronta a fare il suo ingresso nel mondo degli uomini: la sua prima apparizione ufficiale è contro i mastini del perfido Darkseid durante l'arco narrativo Legend.
Diana inizia ad affrontare tutta una serie di avversari, primi fra tutti gli stati dell'ONU che non vedono di buon occhio la sua crociata pacificatrice. Aiutata da Steve Trevor, ora un aviatore di mezza età, e da Etta Candy, che sposerà dopo pochi numeri dall'inizio della nuova serie, ma anche da Julia Kapatelis, professoressa dell'Università di Boston, e da Mindy Mayer, la sua manager, entra con sempre maggiore prepotenza nel nostro mondo, attirando, però, l'attenzione di numerosi nemici, molti dei quali sono una rivisitazione in chiave mitologica degli eroi classici della golden age.
Da allora, Diana ha attraversato molti momenti difficili, dalla distruzione dell'Olimpo da parte di Apokolips, fino alla sua stessa morte, unico mezzo per essere accolta tra le divinità dell'Olimpo come loro pari (ma rinacque poco dopo), e quindi il suo ritorno giusto in tempo per affrontare Mageddon e da altre crisi, fino a quella della morte della madre (che poi risorgerà) durante la guerra contro Imperiex.
Durante Crisi infinita, Batman sta per essere ucciso da Superman controllato dal criminale Maxwell Lord. Disperata Wonder Woman chiede a Lord come liberare Superman, il criminale suggerisce di ucciderlo, e l'amazzone lo fa, in diretta televisiva mondiale grazie al satellite senziente BrotherEye. Più tardi i tre eroi si incontrano sull'ex base della JLA per decidere cosa fare, la situazione mondiale è critica, ma iniziano a litigare accusandosi reciprocamente. In quel momento Mongul li attacca. Mongul è a terra e Diana sta per finirlo con una spada, ma Superman la ferma e i tre si dividono.
BrotherEye (satellite creato da Batman e divenuto in seguito senziente), ritenendo le amazzoni un pericolo per gli umani, mandò all'attacco dell'Isola Paradiso gli OMAC. Le amazzoni combatterono con tutte le loro armi, compreso il raggio porpora. Diana capì che il secondo intento di BrotherEye era quello di far vedere al mondo che le amazzoni erano come delle assassine e chiese ad Athena di portare l'isola al sicuro, chiedendo perdono per aver fallito la sua missione di pace nel mondo degli umani.

### 52 e New 52
Con il riavvio della continuity dopo il crossover Flashpoint, in Wonder Woman (vol. 4) Diana riceve una nuova origine in cui Ippolita le svela di essere il frutto di una delle numerose relazioni adulterine di Zeus, da qui i suoi straordinari poteri; in seguito alla sparizione del padre, parecchi dei muoiono o perdono i loro poteri, e Diana diventa per un breve periodo Dio della Guerra al posto del defunto Ares; in questo periodo scopre molti segreti non confessati degli Olimpiani, come la schiavitù dei Ciclopi, le ambizioni represse di Poseidone, Ade e Apollo, e la nascita del Primo Nato, il primo figlio di Zeus ed Era che fu esiliato dal padre, timoroso di una profezia secondo cui questi lo avrebbe detronizzato come Zeus fece con suo padre Crono, e quest'ultimo con suo padre Urano. Durante il crossover della Justice League Darkseid War, alla fine una amazzone rinnegata che ha avuto una figlia dal tiranno di Apokolips, ormai morente, rivela a Wonder Woman che la stessa notte in cui lei diede alla luce sua figlia, Ippolita partorì prima Diana e poi un maschio, a cui fu dato il nome Jason; non si sa dove sia finito.
In Wonder Woman (vol. 5) Diana non riesce più a tornare su Themyscira, e viene inseguita dal colonnello Maru e dal gruppo paramilitare Poison, al servizio di Veronica Cale, una donna con una vendetta personale contro di lei e contro Ares (o più specificamente contro i suoi figli Phobos e Deimos); la serie è bisettimanale, e gli episodi dispari mostrano le vicende attuali, mentre i pari narrano una nuova versione dell'arrivo di Diana nel mondo dell'Uomo.

## Poteri e abilità
È considerata uno degli esseri più potenti dell'universo DC.
Diana è raffigurata come una magistrale atleta, acrobata, combattente e stratega, addestrata ed esperta in molte forme antiche e moderne di combattimento armato e disarmato, comprese le esclusive arti marziali amazzoniche. Con le sue abilità divine di incalcolabile forza sovrumana, quali invulnerabilità, durabilità, velocità, riflessi, agilità e resistenza sovrumane, volo, guarigione rapida e semi-immortalità, l'abilità di combattimento di Diana è eccezionale. Fin dall'inizio, è ritratta come altamente abile nell'uso dei suoi bracciali per fermare i proiettili e nel maneggiare il suo lazo dorato. Una volta Batman la definì la "migliore combattente corpo a corpo del mondo". È nota per usare la forza bruta quando lo ritiene necessario.
Diana ricevette i suoi poteri come una benedizione dagli Dei dell'Olimpo:
- Demetra (la dea dell'agricoltura e della fertilità) l'ha benedetta con la forza derivata dallo spirito terrestre Gea, rendendola sia la più forte delle Amazzoni che l'eroe femminile più forte dell'universo DC. La sua resistenza alle ferite è grande, sebbene inferiore a quella dei metaumani. Tuttavia ha resistito a considerevoli danni contundenti nel combattimento corpo a corpo con esseri potenti come Superman e Capitan Marvel.
- Atena (la dea della saggezza e della guerra) le concesse grande saggezza, intelligenza e abilità militare. Diana è uno dei membri più intelligenti e saggi della Justice League, insieme a Martian Manhunter e Batman. Il dono di Atena ha permesso a Diana di padroneggiare oltre una dozzina di lingue (la sua nativa Themysciran, greco antico e moderno, inglese, spagnolo, portoghese, francese, cinese mandarino, ottomano, sumero, russo, hindi e lingue di origine aliena[29]), molteplici mestieri, scienze[30] e filosofie, nonché aviazione, diplomazia, leadership (ha guidato la Justice League insieme a Batman e Superman sin dalla sua formazione), equitazione, analisi tattica, strategia militare, combattimento corpo a corpo e uso delle armi. Più recentemente, Atena ha legato la propria vista a quella di Diana, garantendole una maggiore empatia[31].
- Artemide (dea della caccia, degli animali e della luna) l'ha resa capace di comunicare con gli animali e di interagire con gli stessi se sono di piccola taglia, e le ha offerto dei sensi potenziati, che le permettono ad esempio di sentire le fonti di magia e di afferrare al volo una freccia a mezz'aria o di intercettare i proiettili.
- Estia (dea del focolare e della casa) concesse a Diana la sorellanza con il fuoco, garantendole la resistenza al fuoco sia normale che soprannaturale, e controllare i "Fuochi della Verità" attraverso il suo lazo, rendendo chiunque sia vincolato incapace di mentire[32].
- Hermes (il dio messaggero della velocità) concesse a Diana una velocità sovrumana e la futura capacità di volare.
- Afrodite (dea dell'amore) ha conferito a Diana una bellezza straordinaria, oltre a un cuore gentile.

Sebbene non sia completamente invulnerabile, è altamente resistente a grandi quantità di forza concussiva e temperature estreme. Tuttavia, armi da taglio o proiettili applicati con forza sufficiente sono in grado di perforare la sua pelle. A causa delle sue origini divine, Diana può resistere a molte forme di manipolazione magica. Ha un fattore di guarigione che le permette di riprendersi in fretta anche da gravi ferite, e anche un'incredibile immunità alle malattie terrestri, alle tossine e ai veleni. È raro che si stanchi e quando questo succede è difficile notarlo. Come tutte le Amazzoni, Diana non invecchia oltre un certo punto ed è immune alla morte naturale.

## Armi e oggetti
L'abbigliamento tradizionale di Wonder Woman consiste in corazza rossa, subligaculum blu, diadema d'oro, braccialetti e caratteristici simboli.
Nella sua armatura sono presenti dei Bracciali della Sottomissione, che oltre a proteggerla sono anche dei limitatori per le sue abilità; quando essa se li toglie i suoi poteri fisici e telepatici aumentano in modo spropositato tanto da renderla invincibile. Tale stato è denominato Forza Berserker.
Wonder Woman ha come armi un indistruttibile Lazo della Verità che utilizza come arma in combattimento e che se avvolge una persona la costringe a dire la verità, una tiara telepatica che può essere usata come arma da distanza e i già citati bracciali che – grazie all'azione congiunta con la sua velocità – possono creare potentissime onde d'urto e respingere anche i raggi Omega del potentissimo Darkseid. Un'altra potente arma sono i guanti di Atlante, che aumentano di dieci volte la sua forza assieme alla sua furia combattiva. Alcuni di questi oggetti, impregnati di forza magica, rappresentano un rischio perfino per Superman, il cui corpo è vulnerabile alla magia.
A volte faceva uso di veicoli soprannaturali, come il suo Aereo Invisibile che poteva essere controllato da un comando mentale e volava a grande velocità.

## Marvel contro DC
In Marvel contro DC, ovvero gli incontri tra i maggiori eroi Marvel Comics e DC Comics, Diana affronta l'eroina mutante Tempesta, venendo sconfitta: in queste particolari storie, però, l'esito dei duelli veniva stabilito tramite sondaggio tra i lettori; la vittoria di Ororo sulla principessa Amazzone è tra le più discusse. Nello stesso crossover, Wonder Woman combatte al fianco di Thor, rivelandosi anche addirittura degna di sollevare Mjolnir, il suo martello incantato, e di beneficiare dei poteri dello stesso.
Successivamente, nell'universo Amalgam, le due eroine vengono fuse insieme creando Amazzone: adottata dalla madre di Diana, Ippolita, dopo un naufragio, viene cresciuta sull'isola di Themyscira dove viene eletta come ambasciatrice da mandare nel "mondo degli uomini".
Nella miniserie JLA/Vendicatori, la principessa guerriera si batte con Ercole: quando vengono interrotti da Aquaman era sul punto di strangolarlo per vendicare la madre Ippolita del torto subito durante la nona fatica dell'eroe (aveva scambiato infatti Ercole per il suo omologo Dc Comics, chiamandolo addirittura "predatore di Ippolita").

## Altri media

### Cinema

#### DC Extended Universe

Wonder Woman interpretata da Gal Gadot nell'omonimo film del 2017.

Gal Gadot interpreta Wonder Woman nel DC Extended Universe (DCEU).
- Batman v Superman: Dawn of Justice (2016), diretto da Zack Snyder.
- Wonder Woman (2017), diretto da Patty Jenkins.
- Justice League (2017), diretto da Zack Snyder e Joss Whedon.
- Wonder Woman 1984 (2020), diretto da Patty Jenkins.
- Zack Snyder's Justice League (2021), diretto da Zack Snyder.
- Peacemaker (2022), serie televisiva diretta da James Gunn - cameo
- Shazam! Furia degli dei (2023), diretto da David F. Sandberg.
- The Flash (2023), diretto da Andy Muschietti.

#### DC Universe
Il 10 giugno 2025, James Gunn ha rivelato che è nelle prime fasi di scrittura un film su Wonder Woman ambientato nel DC Universe (DCU). In precedenza era stata annunciata una serie televisiva intitolata Paradise Lost ambientata a Themyscira prima della nascita di Wonder Woman, alla quale film di Wonder Woman non avrà nulla a che vedere. Attualmente non è stata scelta l'attrice che interpreti il personaggio nel franchise.

#### Film d'animazione
- Wonder Woman appare nei film d'animazione Justice League: The New Frontier, Wonder Woman, Justice League: La crisi dei due mondi, Superman/Batman: Apocalypse, Justice League: Doom, LEGO Batman: Il film - I supereroi DC riuniti, JLA Adventures: Trapped in Time, The LEGO Movie, Lego DC Comics Super Heroes: Justice League vs. Bizarro League, Teen Titans Go! - Il film, Justice League: Gods and Monsters e Superman: Red Son.
- Wonder Woman appare nei film d'animazione del DC Animated Movie Universe (Justice League: The Flashpoint Paradox, Justice League: War, Justice League: Il trono di Atlantide, Justice League vs. Teen Titans, Justice League Dark, The Death of Superman, Il regno dei Superman, Wonder Woman: Bloodlines, Justice League Dark: Apokolips War, Justice Society: World War II, Justice League: Warworld, Justice League: Crisis on Infinite Earths - Part One, Justice League: Crisis on Infinite Earths - Part Two e Justice League: Crisis on Infinite Earths - Part Three).
- Wonder Woman appare anche nel film d'animazione del DC Animated Universe Justice League vs. the Fatal Five.

### Televisione

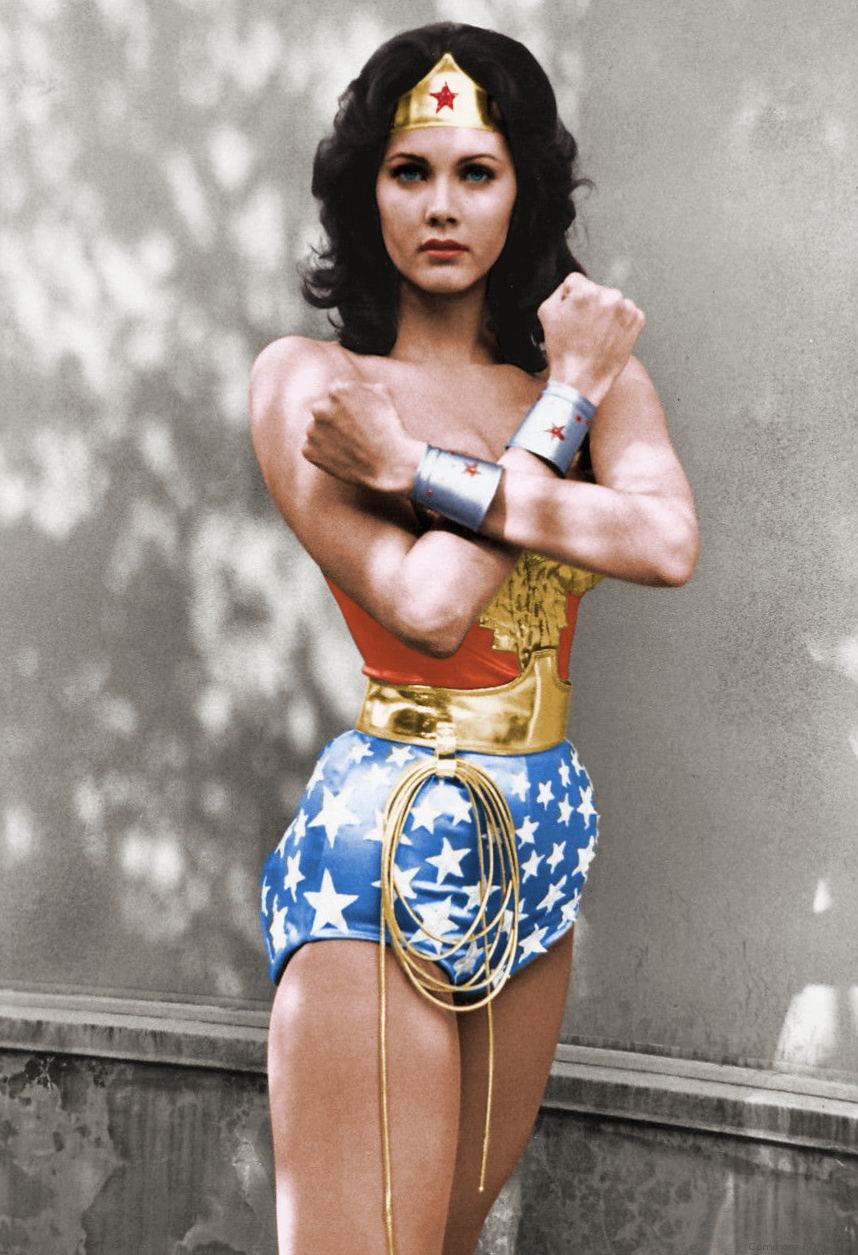
Lynda Carter, la più nota interprete di Wonder Woman, nel 1976

- Wonder Woman: Who's Afraid of Diana Prince?, interpretata da Ellie Wood Walker (1967)
- Wonder Woman (1974-1979): prodotta dalla Warner Bros. e trasmessa dal network ABC dal 1974 al 1976 e dalla CBS dal 1977 al 1979.
- Nel marzo 2011 presero il via le riprese dell'episodio pilota di una nuova serie televisiva ideata dal produttore David E. Kelley per il network americano NBC. Wonder Woman appare con il volto dell'attrice Adrianne Palicki. L'episodio non ottenne il consenso necessario e l'idea di una nuova serie fu abbandonata.
- Altri omonimi film TV, una del 2011 è interpretata Adrianne Palicki, e l'altra del 2013 è interpretata da Rileah Vanderbilt.
- In un episodio della serie animata Teen Titans Go! prevista per il 2020, durante una competizione organizzata dalla Justice League, Wonder Woman si innamora perdutamente di Dodi.

### Videogiochi
Wonder Woman appare come personaggio giocabile nel videogioco Injustice: Gods Among Us e nel suo seguito Injustice 2.

## Impatto culturale
I punti di vista e le caratteristiche di Wonder Woman riflettono quelli del suo creatore, William Moulton Marston, che era un forte sostenitore degli ideali femministi e dell'emancipazione femminile:
"(Lei) incoraggia le donne a difendere se stesse, a imparare a combattere e ad essere forti, in modo che non debbano essere spaventate o dipendere dagli uomini".

### Accoglienza critica ed eredità
Sebbene sia stata creata per essere un modello positivo e un personaggio femminile forte per ragazze e ragazzi di tutte le età, Wonder Woman ha dovuto affrontare la misoginia che era comune nell'industria dei fumetti per decenni. Ad esempio, il personaggio era un membro fondatore della Justice Society of America. Wonder Woman era una leader esperta e facilmente la più potente di tutte, eppure è stata resa una segretaria. Questo sarebbe anche accompagnato dalla perdita dei suoi poteri o dalla cattura nella maggior parte delle avventure della Justice League negli Anni '50 e '60.
Nel controverso Seduction of the Innocent, lo psichiatra Fredric Wertham ha affermato che la forza e l'indipendenza del personaggio l'hanno resa una lesbica in modo condannante.
Wonder Woman è stata nominata il ventesimo più grande personaggio dei fumetti dalla rivista Empire. Si è classificata sesta nella lista "100 donne più sexy nei fumetti" della Guida all'acquisto di fumetti. Nel maggio 2011, Wonder Woman si è classificata al quinto posto nella classifica IGN dei 100 migliori eroi dei fumetti di tutti i tempi.

### Icona femminista
L'icona femminista Gloria Steinem, fondatrice della rivista Ms., è stata responsabile del ritorno alla ribalta di Wonder Woman. Offesa dal fatto che la più famosa supereroina femminile fosse stata depotenziata in una damigella in pericolo ossessionata dal fidanzato in pericolo, Steinem mise Wonder Woman (in costume) sulla copertina del primo numero di Ms. (1972) - Warner Communications, proprietaria della DC Comics, era un investitore - che conteneva un saggio di apprezzamento sul personaggio. I poteri e il costume tradizionale di Wonder Woman furono ripristinati nel numero 204 (gennaio-febbraio 1973).
Il significato originale di Wonder Woman aveva l'intenzione di influenzare molte donne di tutte le età, mostrando i punti di forza, i valori e gli attributi etici, fisici e mentali che non solo gli uomini acquisiscono. "Wonder Woman simboleggia molti dei valori della cultura femminile che le femministe stanno ora cercando di introdurre nel mainstream: forza e fiducia in se stessi per le donne; sorellanza e sostegno reciproco tra le donne; serenità e stima per la vita umana; una diminuzione sia di aggressività maschile e della convinzione che la violenza sia l'unico modo per risolvere i conflitti", scrisse Steinem all'epoca.
L'origine di Wonder Woman e il ragionamento psicologico alla base del motivo per cui William Morton Marston l'ha creata nel modo in cui ha illustrato i valori educativi, etici e morali di Marston: "William Marston voleva che fosse un personaggio femminista, mostrando ai ragazzi le possibilità illimitate di una donna che potrebbe essere considerata forte quanto il famoso Superman." Gladys L. Knight spiega l'impatto e le influenze che i supereroi hanno su di noi nella società che va dal 1870 fino ai giorni nostri.

### Icona pacifista
Gloria Steinem, redattrice per la rivista Ms. e una delle principali sostenitrici di Wonder Woman, ha dichiarato "... [Marston] aveva inventato Wonder Woman come eroina per bambine e anche come alternativa consapevole alla violenza dei fumetti per ragazzi." Badower descrisse un incidente quasi internazionale (che coinvolse un generale russo senza nome che rotolava dozzine di carri armati e munizioni attraverso un ombroso passo di montagna) come un esempio eccezionale per resistere ai bulli. "Finisce per deviare indietro un proiettile e disarmare il generale", dice, aggiungendo che "in realtà non fa nulla di violento nella storia. Penso solo che Wonder Woman sia più intelligente di così."
Nick Pumphrey ha affermato che Wonder Woman rappresenta un faro non violento di speranza e ispirazione per donne e uomini. Grant Morrison ha dichiarato "Mi sono seduto e ho pensato, 'Non voglio fare questa cosa della donna guerriera.' Posso capire perché lo stanno facendo, capisco tutto questo, ma non è quello che voleva [il creatore di Wonder Woman] William Marston, non è quello che voleva affatto! Il suo concetto originale per Wonder Woman era una risposta ai fumetti che pensava erano piene di immagini di mascolinità agghiacciante, e vedi gli ultimi scatti di Gal Gadot in costume, ed è tutto spada e scudo e il suo ringhio alla telecamera. Diana di Marston era un dottore, una guaritrice, una scienziata."
Paquette ha dettagliato le modifiche che ha apportato al costume di Wonder Woman, affermando di aver rimosso l'iconico tema della bandiera americana e invece ha incorporato un'influenza greca: "L'animale associato ad Afrodite è una colomba, quindi invece di un'aquila sul pettorale di [Wonder Woman], lo farà essere più di una colomba. Non è l'aquila americana, è la colomba di Afrodite. La roba che crea [la lettera] W è per caso, quindi non è come se avesse già una lettera dell'alfabeto sul suo [costume]. Alla fine Ho creato una struttura così sembra inevitabile che Wonder Woman abbia il suo aspetto."